# Jurij Zrnec
Jurij Zrnec (* 25. března 1978) je slovinský herec, komik a režisér.

## Životopis
Na základní škole se učil kromě jiných tanců i latinskoamerické tance, v čemž byl velmi úspěšný. Poté vystudoval střední uměleckou školu, po jejím absolvování se přihlasil na divadelní akademii, kde zkoušku složil až na podruhé.
V roce 2003 se stal členem slovinského Národního divadla v Lublani. V roce 2010 měl premiéru jeden z nejslavnějších slovinských filmů Gremo mi po svoje, v němž hrál. V roce 2008 se oženil se Sabinou Kogovšekovou, se kterou má dvě dívky. V dalších letech prodělal dvě mozkové příhody a plicní embolii. V důsledku toho se intenzita jeho působení v divadle a na veřejnosti snížila, také jeho vzhled prodělal změny.